# فرنگولی ۲: نجات جادویی
فرنگولی ۲: نجات جادویی (انگلیسی: FernGully 2: The Magical Rescue) فیلمی در ژانر فانتزی است که در سال ۱۹۹۸ منتشر شد.